# Hosaka Tsukasa
Hosaka Tsukasa (3 tháng 3 năm 1937 – 21 tháng 1 năm 2018) là một cầu thủ bóng đá người Nhật Bản.

## Đội tuyển bóng đá quốc gia Nhật Bản
Hosaka Tsukasa thi đấu cho đội tuyển bóng đá quốc gia Nhật Bản từ năm 1960 đến 1964.

## Thống kê sự nghiệp
| Đội tuyển bóng đá Nhật Bản | Đội tuyển bóng đá Nhật Bản | Đội tuyển bóng đá Nhật Bản |
| Năm                        | Trận                       | Bàn                        |
| -------------------------- | -------------------------- | -------------------------- |
| 1960                       | 1                          | 0                          |
| 1961                       | 6                          | 0                          |
| 1962                       | 6                          | 0                          |
| 1963                       | 5                          | 0                          |
| 1964                       | 1                          | 0                          |
| Tổng cộng                  | 19                         | 0                          |